# Fülöpszállás - Soltszentimre - csengődi lápok
Fülöpszállás - Soltszentimre - csengődi lápok este o arie protejată (arie specială de conservare — SAC, sit de importanță comunitară — SCI) din Ungaria întinsă pe o suprafață de 3.122,99 ha, integral pe uscat.

## Localizare
Centrul sitului Fülöpszállás - Soltszentimre - csengődi lápok este situat la coordonatele 46°44′34″N 19°14′56″E / 46.742778°N 19.248889°E.

## Înființare
Situl Fülöpszállás - Soltszentimre - csengődi lápok a fost declarat sit de importanță comunitară în mai 2004 pentru a proteja 1 specie de plante și 9 specii de animale. Situl a fost protejat și ca arie specială de conservare în februarie 2010.

## Biodiversitate
Situată în ecoregiunea panonică, aria protejată conține 6 habitate naturale: Păduri aluvionare cu Alnus glutinosa și Fraxinus excelsior (Alno-Padion, Alnion incanae, Salicion albae), Pajiști aluvionare inundabile, de Cnidion dubii, Pajiști cu Molinia pe soluri calcaroase, turboase sau argilos-nămoloase (Molinion caeruleae), Stepe panonice nisipoase, Pajiști uscate seminaturale și facies de acoperire cu tufișuri pe substraturi calcaroase (Festuco-Brometalia) (* situri importante pentru orhidee), Mlaștini alcaline.
La baza desemnării sitului se află mai multe specii protejate:
- plante (1): Cirsium brachycephalum
- amfibieni (2): buhai de baltă cu burta roșie (Bombina bombina), triton cu creastă dobrogean (Triturus dobrogicus)
- mamifere (2): vidră de râu (Lutra lutra), popândău (Spermophilus citellus)
- nevertebrate (2): fluturele purpuriu (Lycaena dispar), Maculinea teleius
- pești (2): țipar (Misgurnus fossilis), țigănuș (Umbra krameri)
- reptile (1): țestoasa de baltă (Emys orbicularis)

Pe lângă speciile protejate, pe teritoriul sitului au mai fost identificate 29 de specii de plante, 24 de specii de păsări, 8 specii de amfibieni, 4 specii de mamifere, 17 specii de nevertebrate, 4 specii de reptile.